# Plesiochrysa impunctata
Plesiochrysa impunctata är en insektsart som först beskrevs av Navás 1914.  Plesiochrysa impunctata ingår i släktet Plesiochrysa och familjen guldögonsländor. Inga underarter finns listade i Catalogue of Life.